# Дальквист, Мая
Майя Дальквист (швед. Maja Dahlqvist; род. 15 апреля 1994, Стора-Туна, Коппарберг) — шведская лыжница, трёхкратная чемпионка мира в командном спринте. Специализируется в спринтерских дисциплинах.

## Биография
Дальквист до 2014 года участвовала преимущественно в юношеских соревнованиях. 14 января 2012 года она дебютировала в Скандинавском кубке, заняв восьмое место в личном спринте свободным стилем.
В 2014 году Майя стала победителем юношеского чемпионата мира в Валь-ди-Фьемме в эстафете. 29 ноября того года в Руке состоялся её дебют в Кубке мира — Дальквист заняла 49-е место в классическом спринте, а уже 14 декабря она заработала первые очки в Давосе, заняв 26-е место в коньковом спринте. На этапе Кубка мира в Эстерсунде в феврале 2015 года Майя попала в полуфинал и заняла итоговое 11-е место в классическом спринте.
На юношеском чемпионате мира 2016 года в Рышнове Дальквист стала третьей в коньковом спринте. В следующем году в Солджер-Холлоу вновь взяла бронзу в личном спринте на юношеском чемпионате мира, на этот раз классическом.
В августе 2017 года стала обладательницей полного комплекта наград с домашнего чемпионата мира по бегу на роликовых лыжах, прошедшего в Соллефтео.
14 января 2018 года Майя одержала свою первую победу на этапах Кубка мира, победив вместе с Идой Ингемарсдоттер в Дрездене в командном спринте свободным стилем. За день до этого заняла второе место в личном коньковом спринте.
В 2019 году в Зеефельде Майя Дальквист стала чемпионкой мира в командном спринте вместе со Стиной Нильссон.
Свою первую личную победу Дальквист одержала 6 февраля 2021 в шведском Ульрисехамне.

## Результаты

### Олимпийские игры
| Олимпийские игры | Спринт | Командный спринт | 10 км | 7,5+7,5 км | 30 км | Эстафета |
| ---------------- | ------ | ---------------- | ----- | ---------- | ----- | -------- |
| 2018 Пхёнчхан    | —      | —                | 19    | 20         | 25    | 6        |
| 2022 Пекин       | 2      | 2                | —     | —          | —     | 3        |

### Чемпионаты мира по лыжным видам спорта
| Чемпионат мира  | Спринт | Командный спринт | 10 км | 7.5+7.5 км | 30 км | Эстафета |
| --------------- | ------ | ---------------- | ----- | ---------- | ----- | -------- |
| 2019 Зефельд    | 6      | 1                | —     | —          | —     | —        |
| 2021 Оберстдорф | 9      | 1                | 34    | —          | —     | —        |